# Woroneska Suworowska Szkoła Wojskowa
Woroneska Suworowska Szkoła Wojskowa (ros. Воронежское суворовское военное училище, ВжСВУ) – rosyjska specjalistyczna 3-letnia szkoła wojskowa w Woroneżu dla młodzieży w wieku szkolnym, odpowiednik liceum wojskowego, działająca w latach 1943–1963.
Radzieckie specjalistyczne szkoły wojskowe dla młodzieży zostały utworzone po napaści Niemiec na ZSRR, zgodnie z postanowieniem Rady Komisarzy Ludowych ZSRR z 21 sierpnia 1943 „w sprawie pilnych działań w celu przywrócenia gospodarki na terenach wyzwolonych spod okupacji niemieckiej”. Oprócz innych form pomocy dla sierot wojennych (sierocińce) była również część dotycząca utworzenia skoszarowanych szkół wojskowych dla dzieci i młodzieży. Wtedy właśnie szkoły średnie tego typu otrzymały swoją nazwę od rosyjskiego generała Aleksandra Suworowa.
Szkoły zapewniały wykształcenie średnie i jednocześnie przygotowały swoich uczniów do wstąpienia do wyższych wojskowych szkół dowódczych wojsk lądowych.
Absolwenci SWU nazywają siebie „suworowcami”.
Absolwentem tej szkoły był m.in. Wiktor Suworow.